# Тайпак (Западно-Казахстанская область)
Тайпа́к (каз. Тайпақ, до 7 октября 1993 года — Калмыково) — село в Акжаикском районе Западно-Казахстанской области Казахстана. Административный центр Тайпакского сельского округа. Код КАТО — 273273100. Находится на правом берегу реки Урал в 300 км от города Уральска.

## Этимология названия
Прежнее имя Калмыков было получено из-за калмыков, которые в XVII столетии в этом месте переправились через Урал (тогда Яик) во время их переселения из Джунгарии к берегам Волги. Один из калмыцких тайши разбил при этом свой стан на одном из правобережных яров Яика. С тех пор этот яр и стал называться Калмыцким.

## История
Крепость Калмыковская возведена на Калмыцком яру в 1730-е — 1740-е годы для пресечения перехода через реку Яик казахов и калмыков.
В 1887 году Калмыков стал уездным городом Уральской области.
В 1899 году Калмыков потерял статус города. Станица Калмыковская входила во 2-й Лбищенский военный отдел Уральского казачьего войска.
В 1900 г. население станицы составляло более 2 тыс. человек главным образом казаков, которые занимались выращивание скота, мелочной торговлей и садоводством. В станице действовали церковь, три начальных школы, почтово-телеграфная контора, рыбопошлинная застава, больница и военный лазарет. В мае здесь ежегодно проходила большая ярмарка, на которую, кроме жителей близлежащих поселений, приезжали купцы из Оренбурга и других городов. Вблизи станицы в ярах Урала иногда вымывались кости мамонта и первобытного быка.
Село являлось административным центром Тайпакского района (образован 3 сентября 1928 года) до его упразднения 7 мая 1997 года.

## Климат
Климат резко континентальный, сухой.
- Среднегодовая температура — +7,7 C°
- Среднегодовая скорость ветра — 2,5 м/с
- Среднегодовая влажность воздуха — 62 %

| Показатель                    | Янв.  | Фев.  | Март  | Апр.  | Май  | Июнь | Июль | Авг. | Сен. | Окт.  | Нояб. | Дек.  | Год   |
| ----------------------------- | ----- | ----- | ----- | ----- | ---- | ---- | ---- | ---- | ---- | ----- | ----- | ----- | ----- |
| Абсолютный максимум, °C       | 10,4  | 14,3  | 22,8  | 33,0  | 39,4 | 43,6 | 46,0 | 44,4 | 40,6 | 32,2  | 21,5  | 11,0  | 46,0  |
| Средний суточный максимум, °C | −6,4  | −6,1  | 1,5   | 16,7  | 24,7 | 30,7 | 32,6 | 30,3 | 23,6 | 13,2  | 2,9   | −3,2  | 13,5  |
| Средняя температура, °C       | −10,3 | −10,7 | −3,2  | 10,1  | 17,6 | 23,4 | 25,5 | 23,1 | 16,3 | 7,2   | −0,8  | −6,6  | 7,7   |
| Средний суточный минимум, °C  | −13,8 | −14,5 | −7,2  | 4,5   | 11,2 | 16,9 | 19,2 | 16,7 | 10,1 | 2,5   | −3,7  | −9,7  | 2,8   |
| Абсолютный минимум, °C        | −40,9 | −40,3 | −34,9 | −19,3 | −3,8 | 1,4  | 7,3  | 3,3  | −5,5 | −14,5 | −31,6 | −38,7 | −40,9 |
| Норма осадков, мм             | 16    | 14    | 12    | 18    | 15   | 17   | 14   | 17   | 14   | 15    | 18    | 22    | 192   |
| Источник: Погода и климат     |       |       |       |       |      |      |      |      |      |       |       |       |       |

## Население
В 1765 году служило 144 казака. 
В 1862 году население составляло 783 человека (394 мужского и 389 женского пола).
В 1999 году население села составляло 5070 человек (2524 мужчины и 2546 женщин). По данным переписи 2009 года в селе проживали 4692 человека (2345 мужчин и 2347 женщин).